# 1111
- рік темного металевого зайця за Шістдесятирічним циклом китайського календаря.

Високе Середньовіччя •  Золота доба ісламу •  Реконкіста •  Хрестові походи •  Київська Русь

## Геополітична ситуація
Візантію очолює Олексій I Комнін (до 1118). Генріх V став імператором Священної Римської імперії (до 1125), Людовик VI Товстий є королем Франції (до 1137).
Апеннінський півострів розділений: північ належить Священній Римській імперії, середню частину займає Папська область, південна частина півострова окупована норманами. Деякі міста півночі: Венеція, Піза, Генуя, мають статус міст-республік.
Південь Піренейського півострова захопили Альморавіди. Північну частину півострова займають християнські Кастилія, Леон (Астурія, Галісія), Наварра та Арагон, Барселона. Королем Англії є Генріх I Боклерк (до 1135), королем Данії Нільс I (до 1134).
У Київській Русі княжить Святополк Ізяславич (до 1113). У Польщі княжить Болеслав III Кривоустий (до 1138). На чолі королівства Угорщина стоїть Коломан I (до 1116).
На Близькому сході існують держави хрестоносців: Єрусалимське королівство, Антіохійське князівство, Едеське графство, графство Триполі. Сельджуки окупували Персію та Малу Азію, в Єгипті владу утримують Фатіміди, у Магрибі панують Альморавіди, у Середній Азії правлять Караханіди, Газневіди втримують частину Індії. У Китаї триває правління династії Сун. На півдні Індії домінує Чола. У Японії триває період Хей'ан.

## Події
- Князі Київської Русі провели спільний похід проти половців, завдавши їм поразки на річці Сіверський Донець.
- Король Німеччини Генріх V захопив у полон папу римського Пасхалія II і змусив його коронувати себе імператором Священної Римської імперії.
- Після смерті князя Антіохії Боемунда його син Танкред Тарентський проголосив недійсною Девольську угоду 1108 року з Візантією. Візантійський імператор Олексій I Комнін спробував домовитися з іншими лідерами хрестоносців про спільні дії проти князівства Антіохія, територію якого візантійці вважали своєю. Переговори зайшли в глухий кут.
- Тривала війна між королем Франції Людовиком VI Товстим і королем Англії й Нормандії Генріхом I Боклерком.